# Seleção Colombiana de Futsal Feminino
A Seleção Colombiana de Futsal Feminino é a seleção oficial de futebol de salão feminino da Colômbia, e que tem como unidade organizadora a Federación Colombiana de Fútbol, criada em 1924. A seleção colombiana tem como melhor desempenho um título sul-americano conquistado em 2015, mas nunca participou do Torneio Mundial de Futsal Feminino.

## Títulos
- Campeonato Sul-Americano de Futsal Feminino (1): 2015